# Cá láng đốm
Cá láng đốm, còn gọi là cá nhái đốm, cá sấu hỏa tiễn, cá sấu mõm dài (tên khoa học Lepisosteus oculatus) là một loài cá nước ngọt nguyên thủy thuộc họ Lepisosteidae, có nguồn gốc Bắc Mỹ. Chúng có nhiều đốm đen trên mình, đầu và vây. Cá láng đống có mõm dài với răng sắc nhọn để ăn các loài cá khác và động vật giáp xác. Trung bình, chiều dài của chúng là 0,61–0,91 mét (2–3 ft) và cân nặng 1,8–2,7 kilôgam (4–6 lb), đây là loài cá láng nhỏ nhất.

## Hình ảnh

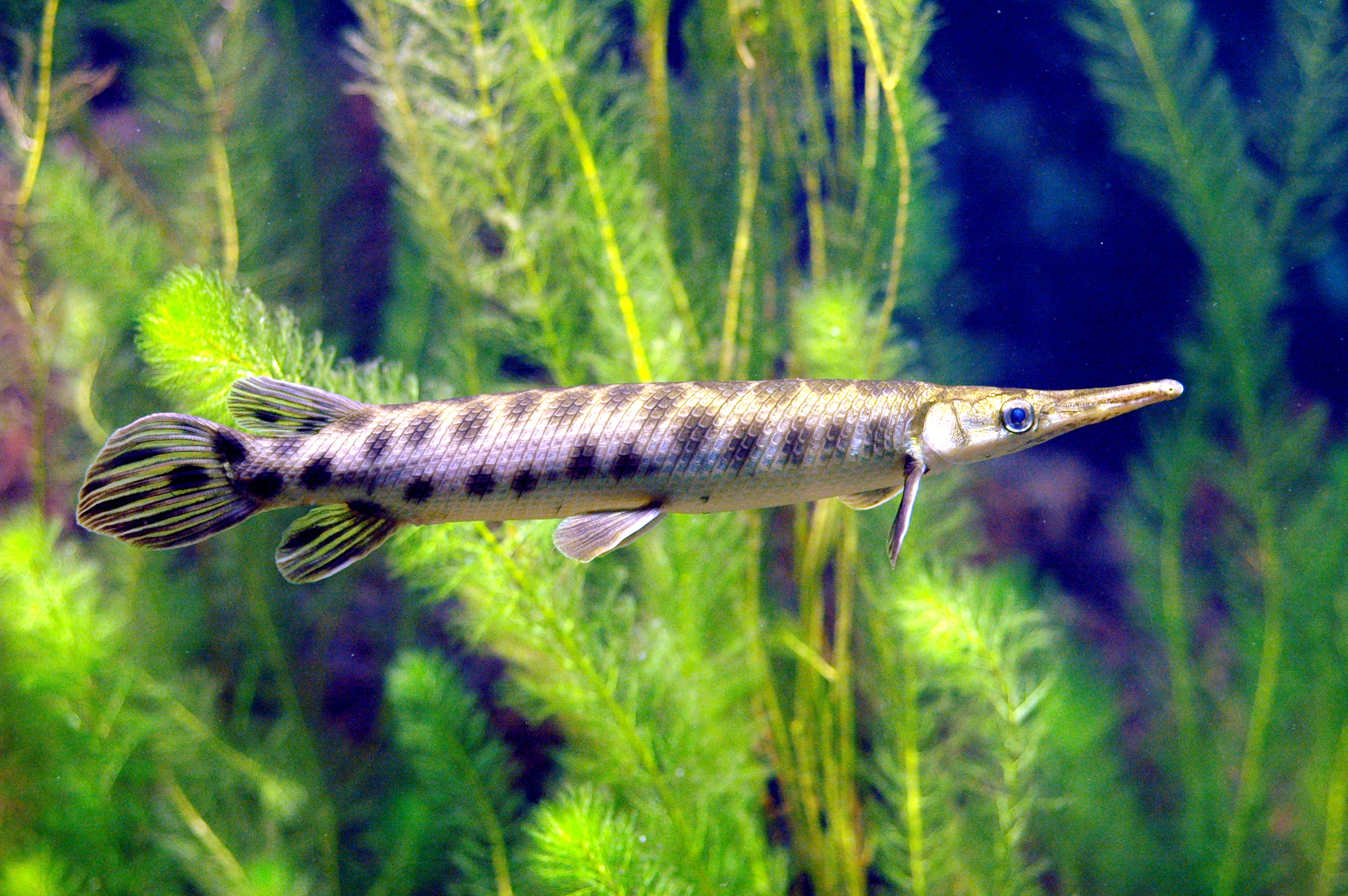
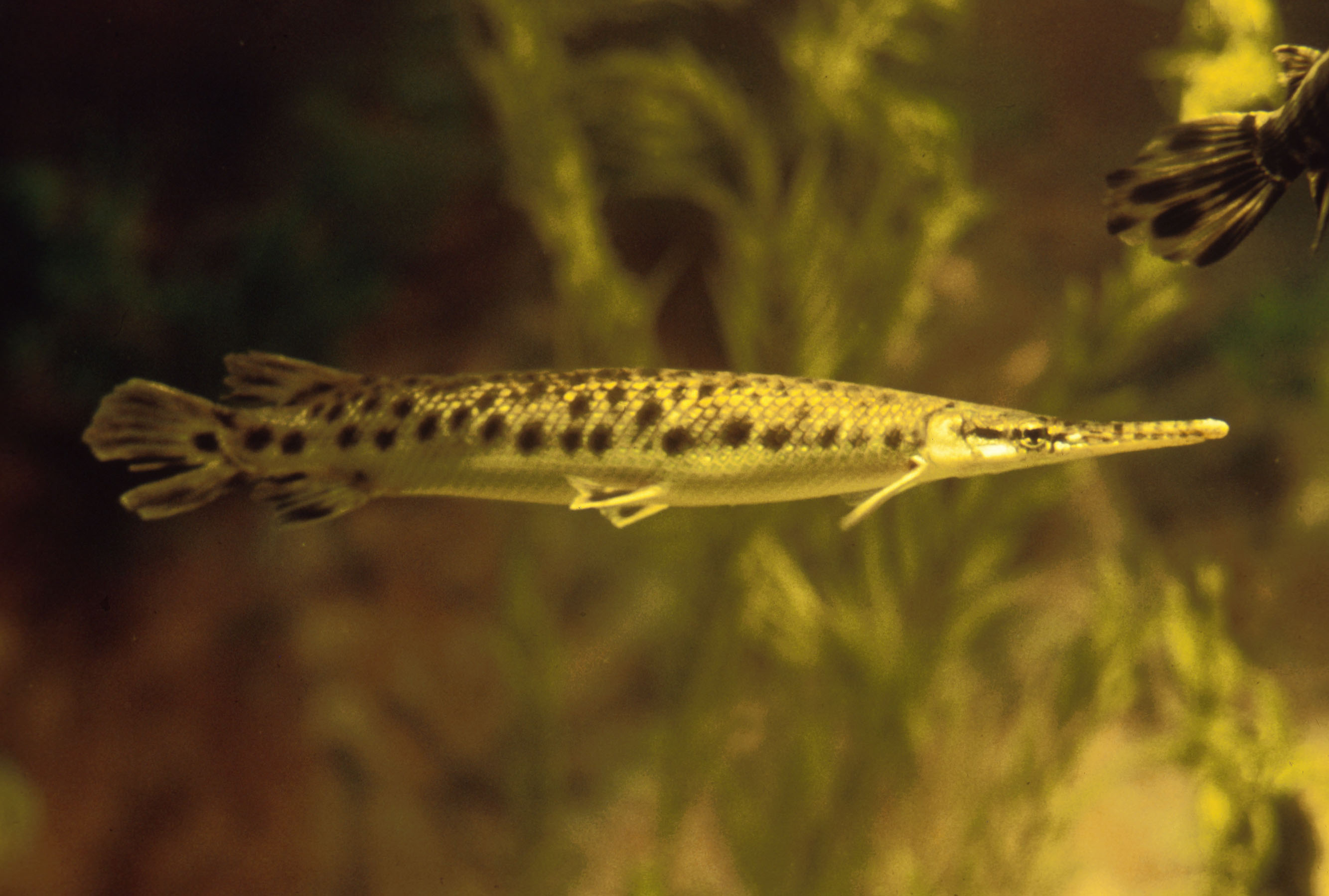
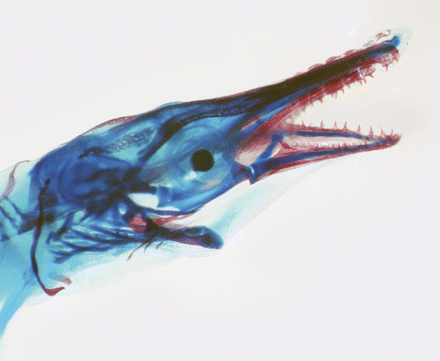
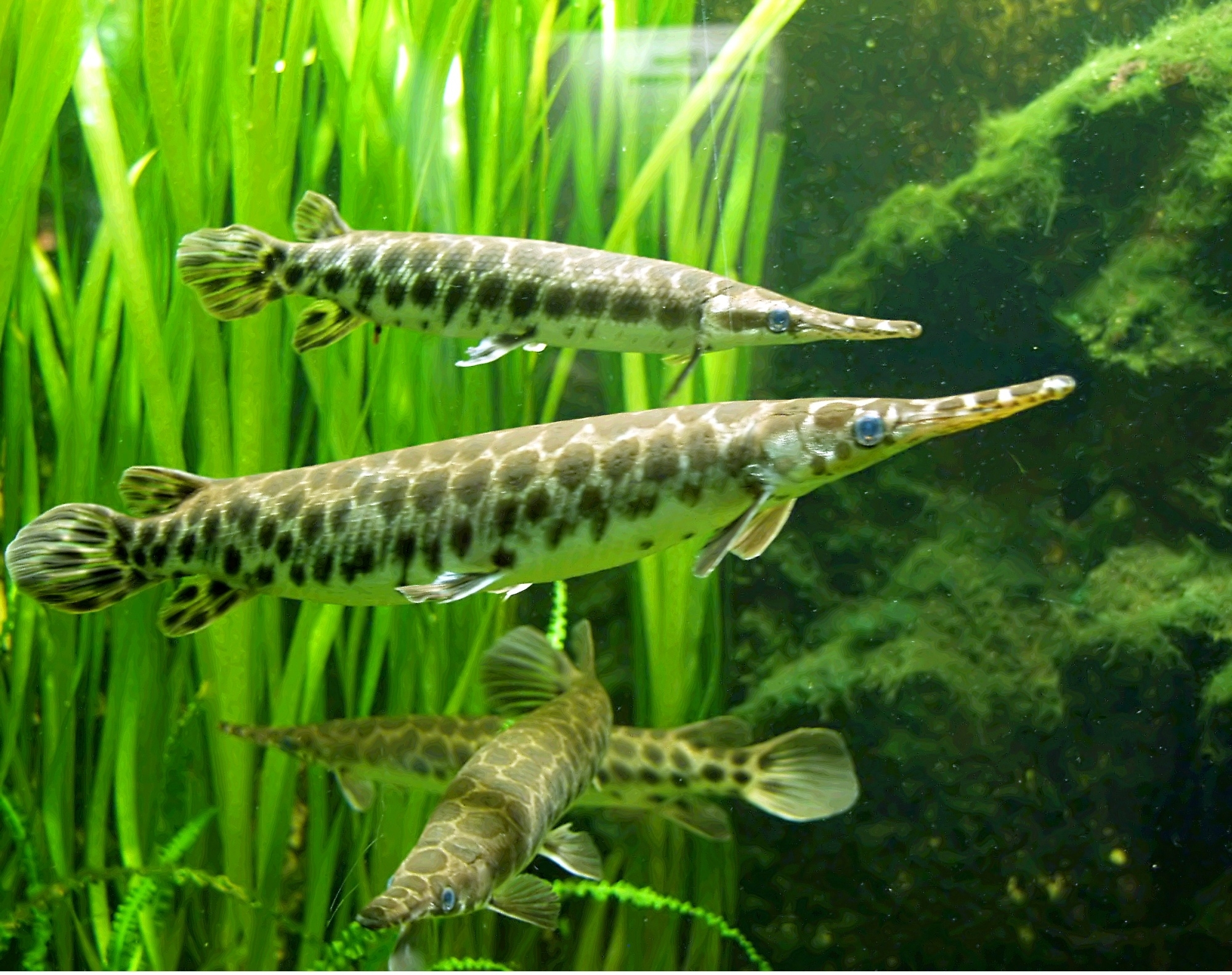